# Northville (Dakota del Sud)
Northville è un centro abitato (town) degli Stati Uniti d'America, situato nella contea di Spink nello Stato del Dakota del Sud.
La popolazione era di 143 persone al censimento del 2010.

## Storia
Northville fu pianificata nel 1881 quando la ferrovia fu estesa a quel punto. La città prese il nome dal fatto che era allora il punto più a nord della linea ferroviaria. Un ufficio postale è in funzione a Northville dal 1881.

## Geografia fisica
Northville è situata a 45°09′22″N 98°34′43″W (45.156076, -98.578749).
Secondo lo United States Census Bureau, ha un'area totale di 0,38 miglia quadrate (0,98 km²).

## Società

### Evoluzione demografica
Secondo il censimento del 2010, c'erano 143 persone.

### Etnie e minoranze straniere
Secondo il censimento del 2010, la composizione etnica della città era formata dal 97,2% di bianchi, il 2,1% di nativi americani, e lo 0,7% di due o più etnie. Ispanici o latinos di qualunque etnia erano lo 0,7% della popolazione.